# Lisa Della Casa

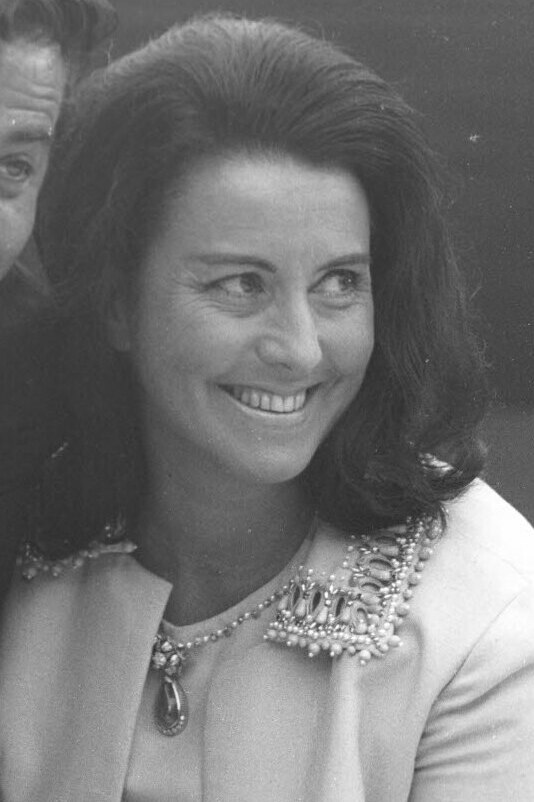
Lisa Della Casa in 1968

Lisa Della Casa (Burgdorf, 2 februari 1919 – Münsterlingen, 10 december 2012) was een Zwitserse sopraan. Zij was vooral bekend om haar hoofdrollen in opera's van Mozart en Richard Strauss en om haar interpretatie van het Duitstalige Lied. Zij werd beschreven als "de mooiste vrouw op het operapodium".

## Biografie
Persoonlijk
Lisa Della Casa's ouders waren de uit Italiaans-Zwitserland afkomstige oogarts Francesco Della Casa en de Beierse Margarete Mueller, die het (nog steeds bestaande) Restaurant Della Casa in Bern leidde. Haar eerste huwelijk werd al na korte tijd ontbonden, maar in 1949 hertrouwde ze met de Joegoslavische journalist en violist Dragan Debeljevic, die haar levenslange partner werd. Hij kwam altijd met haar mee bij optredens, zodat haar eens gevraagd werd wat hij eigenlijk deed in het leven. Ze antwoordde: "Hij houdt van mij". Zij kregen in 1950 een dochter, Vesna.    
Carrière
Ze begon op haar vijftiende met haar studie bij de zangpedagoge Margarete Haeser aan het conservatorium van Zürich. Daarnaast speelde ze toneel. Ze debuteerde als operazangeres in 1941 in Biel in de titelrol van Puccini's Madama Butterfly. Van 1943 tot 1950 zong ze in het Opernhaus Zürich rollen als de Königin der Nacht in Die Zauberflöte en Dorabella en Fiordiligi in Così fan tutte.
Toen Della Casa in Zürich de rol van Zdenka gezongen had in Arabella van Richard Strauss, werd ze uitgenodigd deze rol ook te vertolken bij de Salzburger Festspiele van 1947. Strauss was zo onder de indruk, dat hij uitriep: "De kleine Della Casa zal ooit Arabella zijn!". In datzelfde jaar maakte ze haar debuut in de Wiener Staatsoper als Nedda in Leoncavallo's Pagliacci, waarna ze vast werd geëngageerd door het Weense ensemble. Nadat ze in 1949 ook had gezongen in La Scala als Sophie in Strauss' Der Rosenkavalier en als Marzelline in Beethovens Fidelio, probeerde Victor de Sabata haar naar Milaan te halen, maar ze bleef liever in Wenen. 
Lisa Della Casa zong vele malen in alle grote operahuizen en -festivals, zoals Glyndebourne, Covent Garden en de Metropolitan Opera. Zoals Strauss voorspeld had zong ze inderdaad de rol van Arabella, voor het eerst in 1951 bij de Bayerische Staatsoper in München. Het werd de rol waarmee ze het meest werd geïdentificeerd. Andere rollen die ze vaak heeft gezongen zijn: Gravin Almaviva (Le nozze di Figaro), Eva (Die Meistersinger von Nürnberg), Die Feldmarschallin, Octavian en Sophie (Der Rosenkavalier), Saffi (Der Zigeunerbaron) en Ariadne (Ariadne auf Naxos). Alleen in Bayreuth heeft ze maar één seizoen opgetreden (in 1952 als Eva in Wagners Die Meistersinger von Nürnberg) omdat ze de voorkeur gaf aan de Salzburger Festspiele. Daar trad ze jaarlijks op, het laatst in 1959 als Pamina in Die Zauberflöte onder Herbert von Karajan. Toen hiervan een verfilming zou worden gemaakt, verving producent Walter Legge haar echter door zijn echtgenote Elisabeth Schwarzkopf. Ze besloot toen geen voet meer in Salzburg te zetten. Wel werkte ze later collegiaal met Schwarzkopf samen in Der Rosenkavalier. 
Na een succesvolle productie van Salomé in München besloot ze meer dramatische rollen te gaan zingen. Ze koos die uit het Italiaanse repertoire, zoals Desdemona in Verdi's Otello en de titelrol in Puccini's Tosca. Later keerde ze toch terug naar de meer lyrische Mozart- en Strauss-opera's. Ook zong ze Cleopatra in Händels Giulio Cesare, Die Gräfin Madeleine in Strauss' Capriccio, Ilia in Mozarts Idomeneo en de vrouwenrollen in Der Prozess van Gottfried von Einem. Ook in de liedkunst blonk zij uit en haar opname van de Vier letzte Lieder van Richard Strauss met de Wiener Philharmoniker onder Karl Böhm geldt voor velen nog steeds als de standaard.
Latere jaren
In het midden van de jaren zestig kreeg Lisa Della Casa enigszins genoeg van de opera en begon ze minder op te treden, hoewel ze artistiek en vocaal nog steeds op haar hoogtepunt verkeerde. Ze gaf soms te kennen dat de intriges, de machinaties en de ijdelheid in de muziekwereld haar gingen tegenstaan. Daarbij kwam dat in 1970 haar 20-jarige dochter Vesna Debeljevic bijna stierf aan een aneurysma en daarvan slecht herstelde. Hoewel die er bij haar moeder op aandrong te blijven optreden, wilde zij zich liever aan de verzorging van Vesna wijden. Zij trad steeds minder op en zong op 25 oktober 1973 in Wenen haar laatste Arabella. Tot veler verbazing kondigde ze in 1974, 55 jaar oud, zonder veel uitleg aan dat zij zich terugtrok. Voortaan woonde ze met haar gezin afwisselend aan de Bodensee en de Spaanse Middellandse Zeekust. Ze trad nauwelijks meer in de publiciteit en gaf geen interviews, masterclasses of recitals.   
Lisa Della Casa, die beschouwd wordt als een van de grootste lyrische sopranen van de 20e eeuw, vooral in de opera's van Mozart en Richard Strauss, stierf op 10 december 2012 op de leeftijd van 93 jaar in het Zwitserse Münsterlingen.